# Diecéze Albulæ
Diecéze Albulæ je titulární diecéze římskokatolické církve.

## Historie
Albulæ, identifikovatelná s Aïn Témouchent v dnešním Alžírsku, je starobylé biskupské sídlo nacházející se v římské provincii Mauretania Caesariensis.
Jediným známým biskupem této diecéze je Tacanus, zapsaný jako 79. v pořadí biskupů, které roku 484 pozval vandalský král Hunerich.
Dnes je diecéze využívána jako titulární biskupské sídlo; současným titulárním biskupem je Marco Eugênio Galrão Leite de Almeida, pomocný biskup arcidiecéze São Salvador da Bahia.

## Seznam biskupů
- Tacanus (zmíněn roku 484)

## Seznam titulárních biskupů
- Percival Caza (1948–1966)
- Edward Daniel Howard (1966–1983)
- Vicente Credo Manuel, S.V.D. (1983–2007)
- João Carlos Seneme, C.S.S. (2007–2013)
- Marco Eugênio Galrão Leite de Almeida (od 2013)